# 3D-мышь
3D-манипулятор (3D-мышь) — устройство управления, подключаемое к компьютеру и используемое для трёхмерного позиционирования курсора и манипулирования объектами в виртуальном пространстве с шестью степенями свободы. 
Оно нашло широкое применение в программных пакетах 3D-проектирования, моделирования и 3D-графики. С помощью 3D-манипулятора можно контролировать перемещение объектов в пространстве. Таким образом, это устройство не является заменой обычной компьютерной мыши, а служит в качестве дополнительного инструмента для работы в программах трёхмерной графики и анимации. Как правило, 3D-мышь представляет собой разновидность джойстика, вращая и поворачивая который можно осуществлять навигацию в 3D-пространстве (работая например в DCC, CAD/CAM, CAE и других приложениях). Иногда её также выполняют в виде сенсора с трекболом, который надевается на палец пользователя. Положение пальца в 3D-пространстве определяется сенсором помощью акустического или оптического отслеживания, а трекболом задаются вращательные параметры. Существуют также модели, реализованные в виде дистанционного пульта управления с инерционным датчиком движения и кнопками для подачи команд, многие из таких устройств работают с использованием беспроводных технологий.

## История возникновения
На появление и разработку манипуляторов типа 3D-мышь значительное влияние оказали идеи американского учёного Колина Уэра.
3D-манипуляторы берут своё начало в немецком «Центре авиации и космонавтики» (DNL). В 70-х годах XX века разработан первый образец манипулятора. Устройство, созданное в «Институте робототехники и мехатроники», было ориентировано на управление роботизированной рукой.
В 1981 году исследования продолжались и экспериментальным путем было установлено, что наиболее оптимальным вариантом манипулятора является шарообразный шестиосевой сенсор.
Шар реагирует на крутящий момент и усилие, регистрируя смещения углового и линейного типа, производимые рукой человека. При помощи компьютера информация обрабатывается и переводится во вращательную и поступательную скорости движения.
Позднее стало понятно, что для управления роботами данная технология подходит не очень хорошо. Однако её можно использовать для работы в системах 3D-графики.
В 1985 году немецкий «Центр авиации и космонавтики» выпускает манипулятор Magellan (первое доступное по цене оборудование, которое было запатентовано).
Этот 3D-манипулятор использовал 6 датчиков положения одноосного типа. В европейских странах 3D-манипулятор продавался специальным подразделением DNL, а в Азии и Америке компанией Logitech. В настоящее время вышеназванное подразделение, носит название 3Dconnexion и является дочерним предприятием Logitech.

## Возможности 3D-манипулятора
3D-мышь активно используют в разных профессиональных сферах, одним из перспективных направлений её использования является разработка полноценного интерактивного окружения (3D-интерфейса), взаимодействующего с 3D-манипулятором. Данный инструмент позволяет значительно ускорить работу инженера или дизайнера, исключить ошибки, часто возникающие при использовании только стандартного набора оборудования (клавиатура и обычная мышь).
3D-мышь позволяет осуществлять следующие манипуляции:
- изменять масштаб;
- перемещать объект в трёхмерном пространстве;
- создавать крен в нужную сторону;
- вращать объект относительно определенной оси;
- перемещать камеру в пространстве.

3D-манипуляторы используются во многих областях науки и техники:
- робототехника — некоторые роботы управляются при помощи 3D-мыши;
- 3D-конструирование и моделирование — наиболее широкая сфера профессионального использования 3D-манипулятора;
- 3D-анимация;
- архитектура;
- промышленный дизайн;
- медицина — 3D-мышь не раз использовалась для имитации хирургической операции, в частности при точном позиционировании имплантата.

## Программное обеспечение и подключение
3D-манипуляторы совместимы с большинством современных программных приложений для дизайна и проектирования: 3ds Max, Autodesk Inventor, NX, Solid Edge, CATIA, Creo, Компас 3D, а также Google Earth и Google SketchUp и многих других.
3D-манипулятор подключается к компьютеру через USB-разъем.